# Office français pour le développement de l'industrie et de la culture
L'Office français pour le développement de l'industrie et de la culture (Ofdic) était une association française ayant pour objectif de promouvoir l'exploration des « marchés difficiles » (Irak, Algérie, Libye, Soudan) par les entreprises françaises,. L'Ofdic est créé par Philippe Brett et Pierre Girard-Hautbout en avril 2000.

## Histoire
En septembre 2000, l'Ofdic viole l'embargo aérien pour affrêter 75 personnes dont 30 médecins en Irak,,. En décembre 2000, l'Ofdic envoie en Irak un avion rempli de représentants politiques français, dont Roselyne Bachelot. En 2001 et 2002, l'Ofdic finance le voyage de plusieurs personnalités politiques françaises en Irak - dont les députés Thierry Mariani, Éric Diard, Didier Julia, - pour plaider pour une levée de l'embargo et revient avec 300 millions d'euros de nouveaux contrats. Le déplacement de septembre 2002 est effectué à bord d'un Falcon 900. L'Élysée et le Quai d'Orsay répugnent officiellement ce viol d'embargo, mais Le Monde révèle que les autorités françaises étaient en fait au courant de l'organisation de ce vol. Cette échappée en solitaire coûte à Didier Julia la présidence du groupe d'amitié France-Irak de l'Assemblée nationale deux mois plus tard. Ce dernier critique ce choix qui bafoue la politique chiraquienne ayant mené aux excellents rapports entre les deux pays, et affirme qu'il poursuivra seul ses activités avec son réseau en Irak.
En 2004, dans le cadre du kidnapping des journalistes Georges Malbrunot et Christian Chesnot, Philippe Brett supplémente les services français en coordonnant leur libération, avec le député Didier Julia.
Après la chute du régime de Saddam Hussein, les associations franco-irakiennes telles que l'Ofdic perdent leur souffle.

## Description
L'Office français pour le développement de l'industrie et de la culture était un lobby pro-Saddam Hussein qui militait notamment pour la levée des sanctions de l'ONU en Irak après l'invasion du Koweït du 2 août 1990. Il était aussi très actif pour permettre à des sociétés françaises de s'implanter en Irak. L'Ofdic revendiquait « une forte connaissance des institutions officielles et officieuses » en Irak, et prélevait une commission sur les contrats engendrés.